# Обуйка (приток Оскуи)
Обуйка — река в России, протекает по Маловишерскому и Чудовскому районам Новгородской области. Устье реки находится в 43 км от устья Оскуи по левому берегу. Длина реки составляет 22 км, площадь водосборного бассейна — 72,5 км².

## Данные водного реестра
По данным государственного водного реестра России относится к Балтийскому бассейновому округу, водохозяйственный участок реки — Волхов, речной подбассейн реки — Волхов. Относится к речному бассейну реки Нева (включая бассейны рек Онежского и Ладожского озера).
Код объекта в государственном водном реестре — 01040200612102000018950.